# Castello di Cisterna
Castello di Cisterna is een Italiaanse gemeente, onderdeel van de metropolitane stad Napels, wat voor 2015 nog de provincie Napels was (regio Campanië) en telt 6947 inwoners (31-12-2004). De oppervlakte bedraagt 4,0 km², de bevolkingsdichtheid is 1696 inwoners per km².

## Geografie
De gemeente ligt op ongeveer 40 m boven zeeniveau.
Castello di Cisterna grenst aan de volgende gemeenten: Acerra, Brusciano, Pomigliano d'Arco, Somma Vesuviana.

## Geboren
- Nicola Caccia (1970), voetballer